# Thelma Coyne Long

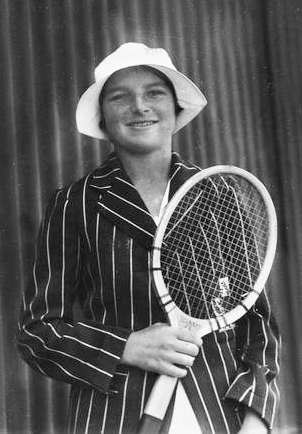
Thelma Coyne (1932)

Thelma Dorothy Long (* 14. Oktober 1918 als Thelma Coyne in Sydney; † 13. April 2015 in Narrabeen, New South Wales) war eine australische Tennisspielerin.

## Karriere
Ihren ersten Titel bei den australischen Tennismeisterschaften, den Vorläufern der Australian Open, gewann Coyne 1936 mit ihrer langjährigen Doppelpartnerin Nancye Wynne Bolton. 1952 und 1954 gewann sie, bereits als Coyne Long, den Titel im Dameneinzel der australischen Meisterschaften; auch 1940, 1951, 1955 und 1956 stand sie dort im Einzelfinale. Insgesamt sicherte sie sich 19 Grand-Slam-Titel, darunter zwölf im Doppel und vier im Mixed bei den australischen Meisterschaften. Des Weiteren siegte sie bei den französischen Meisterschaften 1956 im Mixed und 1953 beim Cincinnati Masters im Einzel und Doppel.
Ab 1960 trainierte Coyne Long Nachwuchsspieler in New South Wales. 1971 trat sie mit Lorraine Coghlan Robinson noch einmal bei den Wimbledon Championships im Doppel an, schied aber in der ersten Runde aus.
1941 heiratete Coyne in Melbourne Maurice Newton Long; im Mai desselben Jahres wurde sie Fahrerin beim Roten Kreuz und 1942 Angehörige der australischen Armee.
2013 wurde sie in die International Tennis Hall of Fame aufgenommen.

## Erfolge in Grand-Slam-Turnieren

### Einzel
| Meisterschaft | 1935 | 1936 | 1937 | 1938 | 1939 | 1940  | … | 1946 | 1947 | 1948 | 1949 | 1950 | 1951 | 1952 | 1953 | 1954 | 1955 | 1956 | 1957 | 1958 | 1959 | Karriere |
| ------------- | ---- | ---- | ---- | ---- | ---- | ----- | - | ---- | ---- | ---- | ---- | ---- | ---- | ---- | ---- | ---- | ---- | ---- | ---- | ---- | ---- | -------- |
| Australische  | 1    | HF   | HF   | VF   | HF   | F     |   | VF   | HF   | AF   | HF   | VF   | F    | S    | –    | S    | F    | F    | –    | AF   | 1    | S        |
| Französische  | –    | –    | –    | –    | –    | n. a. |   | –    | –    | –    | –    | –    | –    | –    | –    | –    | –    | –    | –    | –    | –    | –        |
| Wimbledon     | –    | –    | –    | 3    | –    | n. a. |   | –    | –    | –    | AF   | 3    | 1    | VF   | –    | –    | –    | 1    | 1    | AF   | –    | VF       |
| Amerikanische | –    | –    | –    | –    | –    | –     |   | –    | –    | –    | –    | –    | –    | –    | –    | –    | –    | –    | –    | –    | –    | –        |

Zeichenerklärung: S = Turniersieg; F, HF, VF, AF = Einzug ins Finale / Halbfinale / Viertelfinale / Achtelfinale; 1, 2, 3 = Ausscheiden in der 1. / 2. / 3. Hauptrunde; n. a. = nicht ausgetragen

### Doppel
| Meisterschaft | 1935 | 1936 | 1937 | 1938 | 1939 | 1940  | … | 1946 | 1947 | 1948 | 1949 | 1950 | 1951 | 1952 | 1953 | 1954 | 1955 | 1956 | 1957 | 1958 | 1959 | … | 1971 | Karriere |
| ------------- | ---- | ---- | ---- | ---- | ---- | ----- | - | ---- | ---- | ---- | ---- | ---- | ---- | ---- | ---- | ---- | ---- | ---- | ---- | ---- | ---- | - | ---- | -------- |
| Australische  | HF   | S    | S    | S    | S    | S     |   | F    | S    | S    | S    | F    | S    | S    | –    | HF   | –    | S    | –    | S    | HF   |   | –    | S        |
| Französische  | –    | –    | –    | –    | –    | n. a. |   | –    | –    | –    | –    | –    | HF   | –    | –    | –    | –    | –    | –    | F    | –    |   | –    | F        |
| Wimbledon     | –    | –    | –    | –    | –    | n. a. |   | –    | –    | –    | –    | HF   | –    | HF   | –    | –    | –    | –    | F    | HF   | –    |   | 1    | F        |
| Amerikanische | –    | –    | –    | –    | –    | –     |   | –    | –    | –    | –    | –    | –    | –    | –    | –    | –    | –    | –    | –    | –    |   | –    | –        |

Zeichenerklärung: S = Turniersieg; F, HF, VF, AF = Einzug ins Finale / Halbfinale / Viertelfinale / Achtelfinale; 1, 2, 3 = Ausscheiden in der 1. / 2. / 3. Hauptrunde; n. a. = nicht ausgetragen

### Mixed
| Meisterschaft | 1938 | 1939 | … | 1948 | 1949 | 1950 | 1951 | 1952 | 1953 | 1954 | 1955 | 1956 | 1957 | 1958 | Karriere |
| ------------- | ---- | ---- | - | ---- | ---- | ---- | ---- | ---- | ---- | ---- | ---- | ---- | ---- | ---- | -------- |
| Australische  | HF   | 1    |   | F    | 2    | VF   | S    | S    | –    | S    | S    | HF   | –    | VF   | S        |
| Französische  | –    | –    |   | –    | –    | –    | –    | –    | –    | –    | –    | S    | –    | 3    | S        |
| Wimbledon     | –    | –    |   | –    | HF   | HF   | –    | F    | –    | –    | –    | –    | HF   | –    | F        |
| Amerikanische | –    | –    |   | –    | –    | –    | –    | –    | –    | –    | –    | –    | –    | –    | –        |

Zeichenerklärung: S = Turniersieg; F, HF, VF, AF = Einzug ins Finale / Halbfinale / Viertelfinale / Achtelfinale; 1, 2, 3 = Ausscheiden in der 1. / 2. / 3. Hauptrunde; n. a. = nicht ausgetragen